# Nenad Jestrović
Nenad Jestrović (en serbe en écriture cyrillique : Ненад Јестровић) est un footballeur serbe né le 9 mai 1976 à Obrenovac (Yougoslavie aujourd'hui en Serbie) qui évoluait au poste d'attaquant en équipe de Serbie-et-Monténégro.
Il joue au Royal Sporting Club d'Anderlecht et à l'Étoile Rouge Belgrade.
En décembre 1996 alors qu'il joue sous les couleurs de l'OFK Belgrade, il signe un pré-contrat avec le LOSC qui était à l'époque 4e du championnat de France, ce contrat stipulait qu'il rejoindrait le club nordiste à l'issue de la saison. Entre-temps, le LOSC enchaîne les défaites pour se retrouver relégué en fin de saison, alors il décide de ne pas rejoindre le LOSC et se rabat sur le SC Bastia.

## Palmarès
- Champion 2003-2004 avec Anderlecht
- Meilleur buteur du Championnat de Belgique 2005 avec 18 buts
- Meilleur buteur du Championnat de Serbie en 2008 avec 13 buts